# Scotogramma nevada
Scotogramma nevada là một loài bướm đêm trong họ Noctuidae.